# Gwendoline Jarczyk
Gwendoline Jarczyk, née le 23 août 1927 à Katowice en Pologne et morte à Paris le 18 novembre 2021, est une philosophe, historienne de la philosophie et traductrice française, spécialiste de Hegel et Maître Eckhart.

## Biographie
Gwendoline Jarczyk naît en 1927 à Katowice en Pologne d'un père polonais, médecin, et d'une mère française originaire de Normandie. Elle quitte la Pologne en 1939 peu avant la déclaration de la Guerre.
Depuis, elle a vécu à Paris et s'est consacrée à des recherches et publications en philosophie et en mystique portant principalement sur deux auteurs dont elle était spécialiste : Maître Eckhart, théologien de la mystique rhénane des XIIIe et XIVe siècles, et Hegel, philosophe allemand des XVIIIe et XIXe siècles.

## Travaux
Dans les années 1970, G. Jarczyk prépare un doctorat en philosophie sous la direction de Paul Ricœur et soutient sa thèse Système et liberté dans la logique de Hegel en 1979 à l'Université Paris-Nanterre.
Elle  collabore aux journaux chrétiens La Croix, France Catholique Ecclesia et publie dans les revues jésuites Christus et Études.
Avec Pierre-Jean Labarrière, jésuite, elle co-traduit et commente des œuvres de Hegel et Maître Eckhart (voir bibliographie).
Elle a réalisé plusieurs entretiens avec des théologiens de diverses religions. Elle s'entretient ainsi avec Karl Rahner en 1983, lors de sa venue au Centre Sèvres. En 1997 paraissent ses entretiens interreligieux avec Raimon Panikkar, théologien indo-espagnol, sur les thèmes du Divin, de l'Homme et du Cosmos.
Elle s'est aussi intéressée à l'œuvre du philosophe marxiste vietnamien Tran Duc Thao dont elle publie avec Labarrière la correspondance avec Alexandre Kojève, auteur de leçons sur Hegel célèbres en France dans les années 1930.
En 2013, Jarczyk publie L'Abîmement instaurateur dans la Logique de Hegel.

## Œuvres
Ouvrages
- La Liberté religieuse. 20 ans après le Concile, Paris, Desclée de Brouwer, 1984, 161 p.
- Éloge des libertés, Paris, Desclée de Brouwer, 1992, 132 p.,  (ISBN 9782220031033).
- Science de la logique. Hegel, Paris, Ellipses, 1998, 64 p.,  (ISBN 9782729867997).
- Le Négatif ou l'écriture de l'autre dans la logique de Hegel, Paris, Ellipses, 1999, 624 p.,  (ISBN 9782729849627), postface de Pierre-Jean Labarrière.
- Le Mal défiguré. Étude sur la pensée de Hegel, Paris, Ellipses, 2000, 288 p.,  (ISBN 9782729804862).
- Système et liberté dans la logique de Hegel, Paris, Kimé, 2001, 333 p.,  (ISBN 9782841742509).
- Au confluent de la mort. L'universel et le singulier dans la philosophie de Hegel, Paris, Ellipses, 2002, 256 p.,  (ISBN 9782729813383), postface de Pierre-Jean Labarrière.
- La Réflexion spéculative. Le retour et la perte dans la pensée de Hegel, Paris, Kimé, 2004, 345 p.,  (ISBN 9782841743339), postface de Pierre-Jean Labarrière.
- Le Concept dans son ambiguïté. La manifestation du sensible chez Hegel, Paris, Kimé, 2006, 308 p.,  (ISBN 9782841743858), postface de Pierre-Jean Labarrière.
- La Liberté ou l'être en négation. Rapport et unité relationnelle dans la logique de Hegel, Paris, Kimé, 2010, 403 p.,  (ISBN 9782841745081).
- L'Abîmement instaurateur dans la Logique de Hegel, Paris, Kimé, 2013, 233 p.,  (ISBN 9782841746378).

Ouvrages en collaboration avec Pierre-Jean Labarrière
- Hegeliana, Paris, Presses Universitaires de France, 1986, collection « Philosophie d'aujourd'hui », 368 p.,  (ISBN 978-2130396659).
- Le Syllogisme du pouvoir. Y a-t-il une démocratie hégélienne ? , Paris, Aubier, 1992, Collection « Bibliothèque philosophique », 362 p.,  (ISBN 9782700734720).
- Maître Eckhart ou l'empreinte du désert, Paris, Albin Michel, 1995, Collection « Spiritualités vivantes », 262 p.  (ISBN 978-2226079190)[13],[14]. Format Kindle, 2013, (ASIN B00GWMCXIW).
- De Kojève à Hegel. 150 ans de pensée hégélienne en France, Paris, Albin Michel, 1996, 272 p.,  (ISBN 9782226078667).
- Le Vocabulaire de Maître Eckhart, Paris, Ellipses, 2001, Collection « Vocabulaire de », 64 p.  (ISBN 978-2729804589)[15]. Réédition 2016, (ISBN 978-2340010819).
- « L'anneau immobile ». Regards croisés sur Maître Eckhart, avec Benoît Vermander et S. Bongiovanni, Éditions Facultés jésuites de Paris, 2005, 135 p.,  (ISBN 9782848470054).

Entretiens
- Dom Angelico Surchamp, L'art roman, rencontre entre Dieu et les hommes : Entretiens avec Gwendoline Jarczyk, Paris, Desclée de Brouwer, 1993, 208 p. (ISBN 2-220-03405-4).
- Godfried Danneels, L'humanité de Dieu. Entretiens avec Gwendoline Jarczyk, Paris, Desclée de Brouwer, 1994, 217 p.,  (ISBN 2220035603).
- Claude Geffré, Profession théologien. Quelle pensée chrétienne pour le XXIe siècle ?, Paris, Albin Michel, 1999, 316 p.,  (ISBN 9782226109835).
- Mohammed Talbi, Penseur libre en Islam, Paris, Albin Michel, 2002, 421 p.,  (ISBN 9782226132048)[16].
- Salah Stétié, Fils de la Parole. Un poète d'Islam en Occident, Paris, Albin Michel, 2004, 259 p.,  (ISBN 9782226151926).
- Daniel Farhi, Profession rabbin. De la communauté à l'universel, Paris, Albin Michel, 2006, 263 p.,  (ISBN 9782226149213).
- Karl Rahner (trad. de l'allemand), Traité fondamental de la foi : Études sur le concept du christianisme, Paris, Cerf, coll. « Œuvres de Karl Rahner », 2011, 592 p. (ISBN 978-2-204-09285-2).
- Raimon Panikkar, Entre Dieu et le cosmos. Une vision non dualiste de la réalité, Paris, Albin Michel, 2012, coll. « Spiritualités vivantes », 274 p.,  (ISBN 9782226239259).

Traduction
- Karol Wojtyla, Personne et acte, trad. fr. Gwendolyne Jarczyk, annotations Aude Suramy, Paris, Parole et Silence (coll. Collège des Bernardins, n° 11), 2011, XXXIV-358 p.

Traductions avec Pierre-Jean Labarrière
- Georg Wilhelm Friedrich Hegel, Phénoménologie de l'esprit, Paris, Gallimard, 1993, 928.,  (ISBN 9782070728817).
- Georg Wilhelm Friedrich Hegel, Science de la logique. Premier tome : la logique objective (premier livre : la doctrine de l'être, version de 1832), Paris, Kimé, 2007, 622 p.,  (ISBN 9782841744343).
- Maître Eckhart, Les Sermons, Paris, Albin Michel, 2009, 792 p.,  (ISBN 9782226191021).
- Maître Eckhart, Les Traités et le Poème, Paris, Albin Michel, 2011, 230 p.,  (ISBN 9782226220486).
- Georg Wilhelm Friedrich Hegel, Science de la logique. Second tome : la logique subjective (la doctrine du concept), Paris, Kimé, 2014, 420 p.,  (ISBN 9782841746835).

Articles
- « Totalité et mouvement chez Hegel », Laval théologique et philosophique, Vol. 37, 1981, no 3, p. 317-322. Lire en ligne.
- « Logic behind Consciousness », Revue Internationale de Philosophie, no 240, 2007/2, p. 121-137. Lire en ligne.